# Estado Mayor General de la Armada (Argentina)
El Estado Mayor General de la Armada (EMGA) es el responsable del gobierno y administración de los medios y recursos de la Armada Argentina en el marco del planeamiento militar conjunto elaborado por el Estado Mayor Conjunto de las Fuerzas Armadas.

## Historia

### Creación
El Estado Mayor General de la Armada fue creado el 3 de diciembre de 1890. Se componía por cuatro divisiones: Personal, Administrativa, Material y Sanidad. El cargo de jefe del Estado Mayor fue creado el 18 de enero de 1881. El mismo era elegido por el presidente de la Nación entre los oficiales almirantes a propuesta del ministro de Guerra y Marina. El primer titular fue el contraalmirante Bartolomé Leónidas Cordero.
El 21 de mayo de 1898, se puso la Escuadrilla de Río Negro bajo la dependencia del Estado Mayor.
Con fecha 31 de octubre de 1947, se creó el Comando de Operaciones Navales, cargo de la conducción de los Comandos Naval, de la Aviación Naval y de la Infantería de Marina. En la segunda mitad de la década de 1960, la Armada modificó su organización. El 22 de junio de 1966, se creó el Comando de Operaciones Navales, a cargo de las unidades operativas. Con fecha 1 de enero de 1968, el mando creado en 1947 cambió su nombre por «Comando en Jefe de la Armada». Al día siguiente, el comandante en jefe puso en vigencia una nueva organización del Estado Mayor. Este quedó integrado por:
- la Jefatura de Políticas y Estrategia;
- la Jefatura de la Aviación Naval;
- la Jefatura de la Infantería de Marina;
- la Jefatura de Logística;
- la Jefatura Orgánica;
- y la Jefatura Naval.

Paralelamente a estos cambios orgánicos, el Comando en Jefe y el Estado Mayor se radicaron en el Edificio Armada Argentina-Comando en Jefe, que desde el 18 de agosto de 1969 se denomina «Libertad».
Por Decreto N.º 1678 del 3 de octubre de 1973, el presidente interino Raúl Alberto Lastiri estableció el Comando General de la Armada, sobre la base del Comando en Jefe.

### Cambio de nombre
El 27 de noviembre de 1974 fue resuelto modificar Estado Mayor General Naval por Estado Mayor General de la Armada.
Después, la Armada adoptó la organización que sigue en virtud del Reglamento Orgánico de la Armada RAI-007 implementado el 1 de febrero de 1975:
- Comando en Jefe de la Armada
  - Jefatura del Estado Mayor General de la Armada
    - Dirección General de Personal Naval
    - Jefatura de Inteligencia Naval (JEIN)
    - Jefatura de Operaciones
    - Jefatura de Logística
    - Comando de la Aviación Naval
    - Comando de la Infantería de Marina
    - Secretaría General del Estado Mayor General de la Armada

Con el objeto de supervisar el cumplimiento de las normas en el seno de la fuerza, el 2 de mayo de 2007, se creó la Inspección General de la Armada, dependiente de la JEMGA.

## Archivos
Bajo su dependencia orgánica a través de la Dirección de Educación Naval se hallaba la ex ESMA en Núñez (Capital Federal), donde sucedieron los delitos de lesa humanidad perpetrados por el terrorismo de Estado durante la dictadura cívico-militar autodenominada Proceso de Reorganización Nacional (1976-1983).
El Ministerio de Defensa ha resuelto exhibir y facilitar al público los documentos históricos (reglamentos y normativas) de los gobiernos militares de 1971-1983 y 1976-1983, así como documentos históricos de la Guerra de Malvinas.

## Organización
El jefe del Estado Mayor General de la Armada es el comandante de la Armada Argentina. Depende del ministro de Defensa —por delegación del presidente de la Nación, comandante en jefe de las Fuerzas Armadas— y mantiene relación funcional con el Estado Mayor Conjunto de las Fuerzas Armadas a los fines de la acción militar conjunta.
La estructura orgánico funcional de la conducción superior de la Armada Argentina se rige por la resolución n.º 1260/2024 del 15 de noviembre de 2024, Derogó la n.º 1633/2010 del Ministerio de Defensa, de 13 de diciembre de 2010. La cual fue modificada por decreto n.º 637/2013 de 31 de mayo de 2013 que creó el Instituto de Obra Social de las Fuerzas Armadas (IOSFA) suprimiendo la Dirección de Bienestar de la Armada (DIBA). Otra modificación se produjo por decreto n.º 368/2018 de 25 de abril de 2018 por el cual el Comando Naval Antártico pasó a la dependencia del Comando Conjunto Antártico.
La estructura primaria de la conducción superior encabezada por el Estado Mayor General de la Armada (EMGA) es la siguiente:
- Jefatura del Estado Mayor General de la Armada (JEMGA). Asiento: Edificio Libertad del barrio de Retiro (CABA).
  - Subjefatura del Estado Mayor General de la Armada (SJEM). Asiento: Edificio Libertad (CABA).
    - Dirección General del Estado Mayor General de la Armada. Asiento: Edificio Libertad (CABA).
    - Comando de Adiestramiento y Alistamiento de la Armada (COAA). Asiento: Base Naval Puerto Belgrano (BA).
    - Dirección General de Educación de la Armada (DGEA). Asiento: Centro de Educación Naval (Vicente López, BA).